# Aposigalphus tessi
Aposigalphus tessi är en stekelart som beskrevs av Van Achterberg och Austin 1992. Aposigalphus tessi ingår i släktet Aposigalphus och familjen bracksteklar. Inga underarter finns listade i Catalogue of Life.